# Japanse koloniën

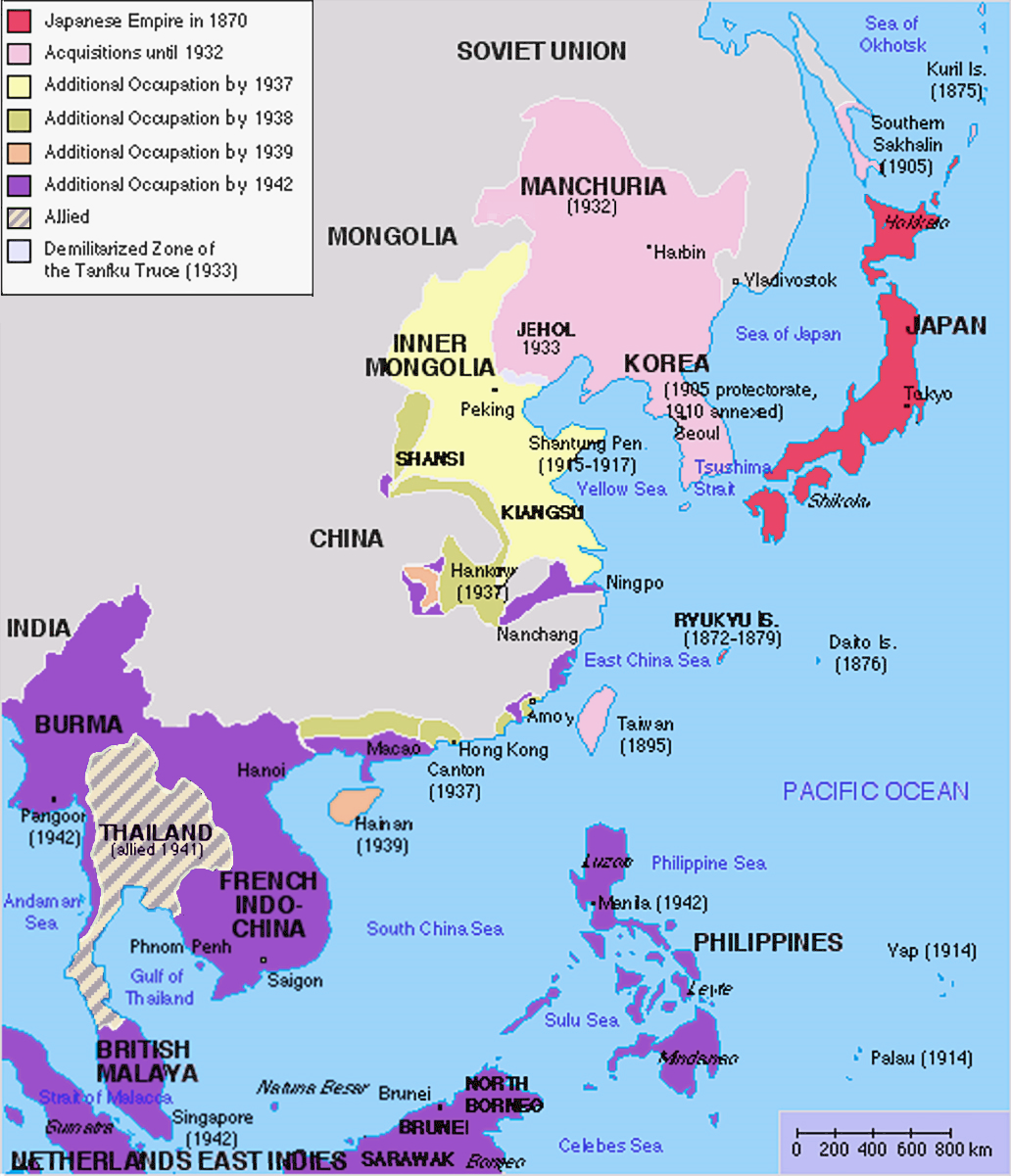
Het Japanse Keizerrijk

Japan bestuurt tegenwoordig enkele eilandengroepen in de buurt van het land, maar voor en tijdens de Tweede Wereldoorlog had het Keizerrijk Japan een koloniale houding en bezette het grote delen van Oost-Azië. 

## Voormalige koloniën
- Okinawa en Riukiu-eilanden (1879-1945, 1972- )
- Ogasawara- of Bonin-eilanden (1891-1945, 1968- )

## Eerdere kolonisatie en bezetting
- Carolinen (1914-1944)
- Chinees Oostelijke Spoorwegzone / Chinese Eastern Railway Zone (1905-1935)
- Port Arthur (1905-1945)
- Karafuto (1905-1945)
- Kiaochow (1914-1920)
- Koerilen (1875-1945)
- Kwangtung (1894-1895, 1905-1945)
- Marshalleilanden (1914-1944)
- Noordelijke Marianen (1914-1944)
- Palau (1914-1944)
- Taiwan (Formosa) (1895-1945)

## Bezet in de Tweede Wereldoorlog
- Andaman en Nicobareilanden (1942-1945)
- Attu en Kiska (1942-1943)
- Brits Noord-Borneo (1942-1945)
- Brits Nieuw-Guinea (1941-1945)
- Broenei (1942-1945)
- Birma (1942-1945)
- Kerstmiseiland (1942-1945)
- Gilberteilanden (1941-1943)
- Guam (1941-1944)
- Hongkong (1941-1945)
- Malaya (1942-1945)
- Nauru (1942-1945)
- Nederlands-Indië (1942-1945), het zuidelijke gedeelte van Nederlands Nieuw-Guinea uitgezonderd.
- Noordoost Nieuw-Guinea (1942-1944)
- Filipijnen (1942-1945)
- Frans Indochina (Vietnam, Cambodja en Laos) (1940-1945)
- Portugees Oost-Timor (1942-1945)
- Sarawak (1942-1945)
- Singapore (1942-1945)
- Thailand (alliantie) (1941-1945)
- Wake Island (1941-1945)

## Andere
- Liugong-eiland (bezet 1895-1898)

## Protectoraten
- Korea (1910-1945)
- Mantsjoekwo (1931-1945)
- Japans-China (1937-1945)

kolonie · kolonisatie · kolonialisme · dekolonisatie (staatkundig) · dekolonisatie (cultureel)· neokolonialisme · postkolonialisme · imperialisme